# Argeliers
Argeliers település Franciaországban, Aude megyében. Lakosainak száma 2128 fő (2022. január 1.). Argeliers Bize-Minervois, Ginestas, Mirepeisset, Ouveillan, Sallèles-d’Aude, Cruzy és Montouliers községekkel határos.

## Népesség
A település népessége az elmúlt években az alábbi módon változott:
| Lakosok száma | 1133 | 1218 | 1233 | 1519 | 2028 | 2091 | 2139 | 2189 | 2155 | 2128 |
|               | 1968 | 1982 | 1990 | 2006 | 2013 | 2015 | 2017 | 2019 | 2020 | 2022 |